# Thanning (Egling)
Thanning ist ein Gemeindeteil von Egling im oberbayerischen Landkreis Bad Tölz-Wolfratshausen. Das Pfarrdorf liegt circa einen Kilometer östlich von Egling an der Staatsstraße 2070.

## Geschichte
Der Ortsname ist in den Freisinger Traditionen aus dem Jahre 769 als Dahninga ersturkundlich genannt. Es liegt der bajuwarische Personenname Dano zugrunde.
Thanning kam durch den freiwilligen Zusammenschluss am 1. Januar 1973 zu Egling.

## Baudenkmäler
- Katholische Pfarrkirche St. Peter und Paul, erbaut 1786/87

## Sport
Der EC Thanning (ECT) hatte eine Eishockeymannschaft, die von 1969 bis 1996 sicher am Spielbetrieb des Bayerischen Eissport-Verbandes (BEV) teilnahm und zuletzt 2002/03 den Versuch zur Teilnahme am Spielbetrieb unternahm. Zu seinen Erfolgen zählen der zweimalige Aufstieg in die Bayerische Landesliga und die fünfjährige Teilnahme an der Natureis-Bayernliga. Bis zu 400 Zuschauer kamen zu den Spitzenspielen in das Natureisstadion am Müllerberg.
Dem ECT gehört heute eine Hobbymannschaft an, die ebenfalls ihre Spiele am Müllerberg oder im Eisstadion Geretsried austrägt. Der Verein führt neben Eishockey auch die Abteilungen Fußball und Stockschützen.